# NGC 5566
NGC 5566 هي مجرة حلزونية تفع في كوكبة العذراء تبعد حوالي 65 مليون سنة ضوئية عن الأرض. وهي الأكبر في كوكبة العذراء، وتمتد ما يقرب من 150,000 سنة ضوئية في القطر. تم اكتشاف المجرة في 30 أبريل 1786 من قبل عالم الفلك الألماني البريطاني ويليام هيرشيل. وهي مدرجة في أطلس هالتون.

## وصلات خارجية
- NGC 5566 على موقع ويكي سكاي: DSS2, SDSS, GALEX, IRAS, Hydrogen α, X-Ray, Astrophoto, Sky Map, Articles and images